# Arsuf

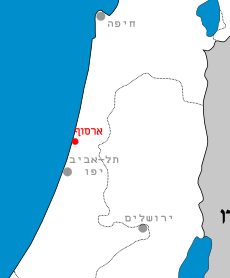
Mapa izraelského území s vyznačením Arsufu

Arsuf (ארסוף, ארשוף‎, znám také jako Arsur, či řecky Apollonia) bylo antické město s pevností na útesech na pobřeží Středozemního moře ležící se v dnešním Izraeli, přibližně patnáct kilometrů severně od Tel Avivu. Od roku 1994 se ve starém městě Tel Arsuf provádějí intenzivní vykopávky. V roce 2002 zde byl otevřen Apolonijský národní park.
V roce 1995 vznikla cca 2 kilometry severně od Arsufu rezidenční čtvrť Arsuf se statutem samostatné vesnice. Již během 2. poloviny 20. století zároveň přímo v bezprostředním okolí starověké a středověké lokality vyrostly obytné čtvrti Nof Jam a Herzlija Pituach.

## Historie

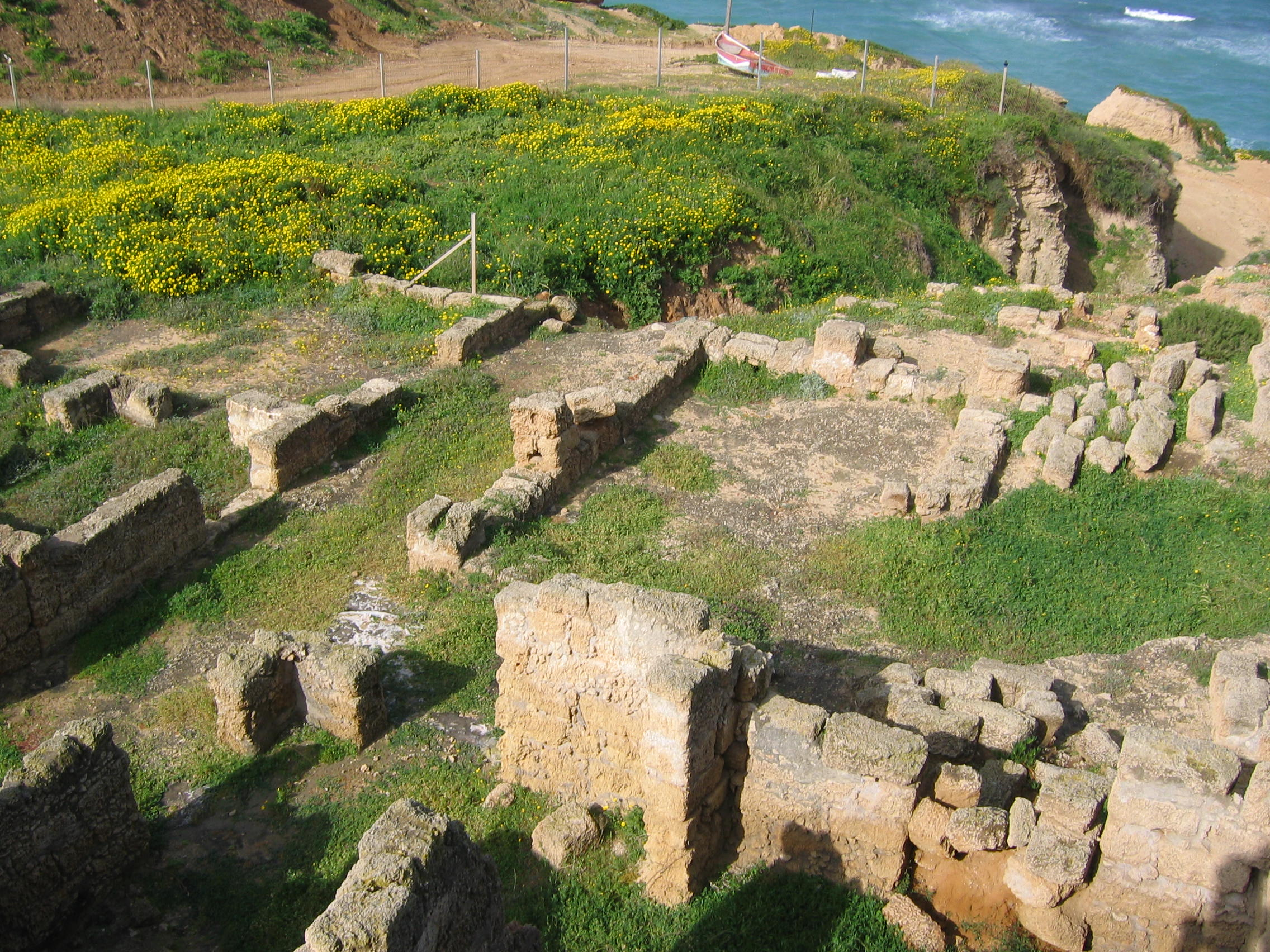
Zříceniny římské villy v Apollonii

### Starověké dějiny
Město Arsuf bylo osídleno Féničany již šestém až pátém století př. n. l. a bylo pojmenováno Aršuf, podle kanaanského boha plodnosti a podsvětí Rešefa. Poté se stalo součástí Perské říše a bylo spravováno ze Sidonu. Místní Féničané se živili prodejem purpurového barviva, které vyráběli z mořských měkkýšů a vyváželi do oblasti Egejského moře.
Během helénské doby se z Aršufu stalo významné centrum pod vládou Seleukovců a po ztotožnění boha Rešefa s Apollónem bylo přejmenováno na Apollonia. Za vlády Římské říše bylo město zvětšeno a stalo důležitým centrem mezi městy Jaffa a Caesarea Maritima, spojenými pobřežní silnicí Via Maris. Roku 113 byla Apollonia částečně poničena zemětřesením, ale byla rychle opravena. Byl vybudován přístav a ve městě se rozvinul obchod s Itálií a severní Afrikou. Za vlády Byzantské říše se město rozrostlo na oblast asi sedmdesáti akrů. V pátém a šestém století byla Apollonia druhým největším městem hned po Caesarii Maritimě v Šaronském údolí. Populaci tvořili křesťané a židovští samaritáni.

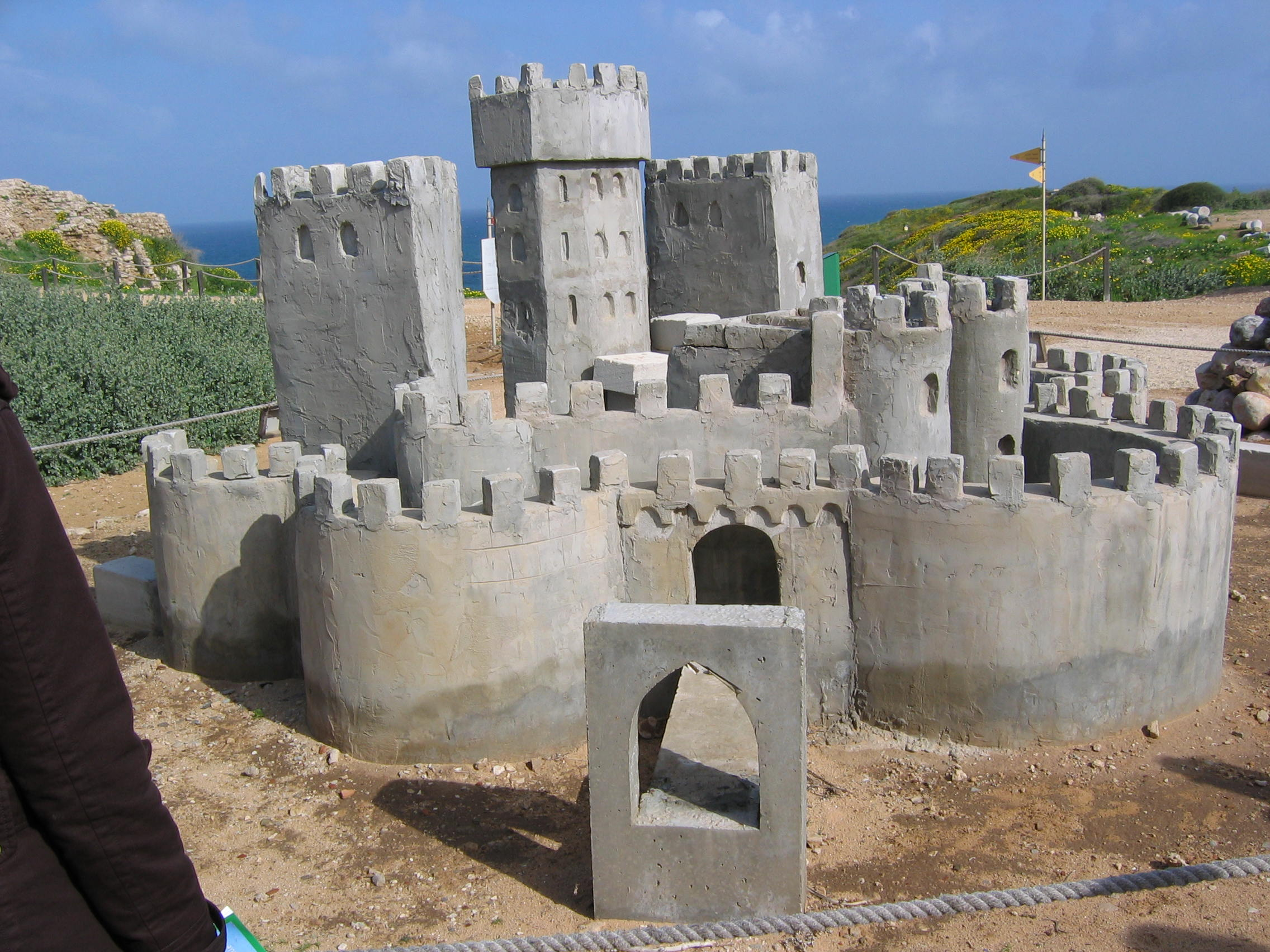
Rekonstrukce křižácké pevnosti v Arsuru

### Středověké dějiny
Roku 640 byla Apollonia dobyta muslimy a ti městu navrátili jeho semitské jméno Arsuf. Město bylo zredukováno na oblast přibližně dvacet dva akry a poprvé ve své historii bylo opevněno městskými hradbami s opěrnými pilíři, aby obránci byli schopni odrazit útok byzantského loďstva vedené od moře. Bylo zde vybudováno veliké tržiště a objevila se keramická výroba. Po smrti Abbásovského chalífy Hárúna ar-Rašída byla místní samaritánská komunita vyvražděna a jejich synagoga zničena.

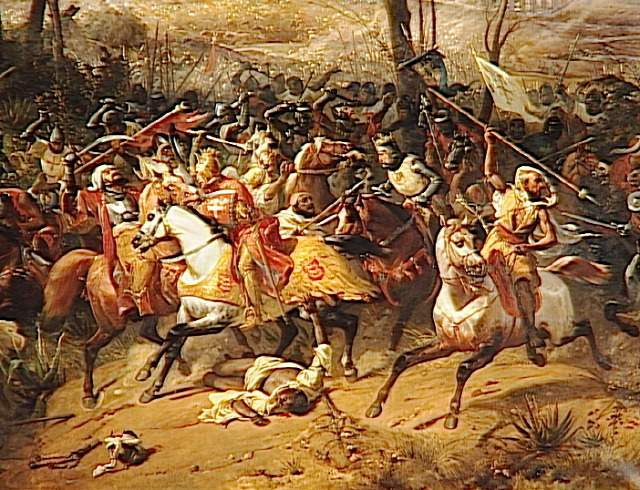
Vyobrazení bitvy u Arsufu mezi křižáky a Seldžuky

V roce 1101 padlo město do rukou křižácké armády vedené jeruzalémským králem Balduinem I. Křižáci přestavěli městské hradby a město přejmenovali na Arsur, kde zřídili na Jeruzalémském království vazalské Arsurské panství. Roku 1187 bylo město dobyto sultánem Saladinem, ale už 7. září 1191 bylo po bitvě u Arsufu mezi Richardem I. Lví srdce a Saladinem křesťany získáno zpět.
Jan z Ibelinu, Pán z Bejrútu, (1177–1236) syn Baliana z Ibelinu se stal Pánem v Arsuru roku 1207 díky sňatku s Melisendou z Arsuru. Jejich syn Jan z Arsuru (1211–1258) titul Pána z Arsuru zdědil. Titul poté přešel na Janova nejstaršího syna Baliana. Balian z Arsuru nechal přestavět městské hradby, vybudoval mocnou pevnost a roku 1241 také nový přístav. Od roku 1261 městu vládl Řád Johanitů.
Roku 1265 mamlúcký sultán Bajbars Arsur po čtyřicetidenním obléhání dobyl. Mamlúci následně rozbourali městské opevnění, pevnost i s jejími základy ve strachu, aby pevnost nepadla zpět do rukou křižáků. Město bylo srovnáno se zemí a již se nikdy znovu neosídlilo.
V blízkosti původního Arsufu ale až do roku 1948 stála arabská vesnice al-Haram, známá též jako Sajiduna Ali, podle muslimské svatyně Sidna Ali, která tu stojí dodnes. V obci od roku 1921 fungovala základní chlapecká škola. V roce 1931 v této vesnici žilo 333 lidí v 83 domech. Počátkem války za nezávislost v únoru 1948 ji ovládly izraelské síly a místní arabské obyvatelstvo uprchlo. Zástavba vesnice pak byla z větší části zbořena, s výjimkou areálu svatyně.